# Solo Cissokho

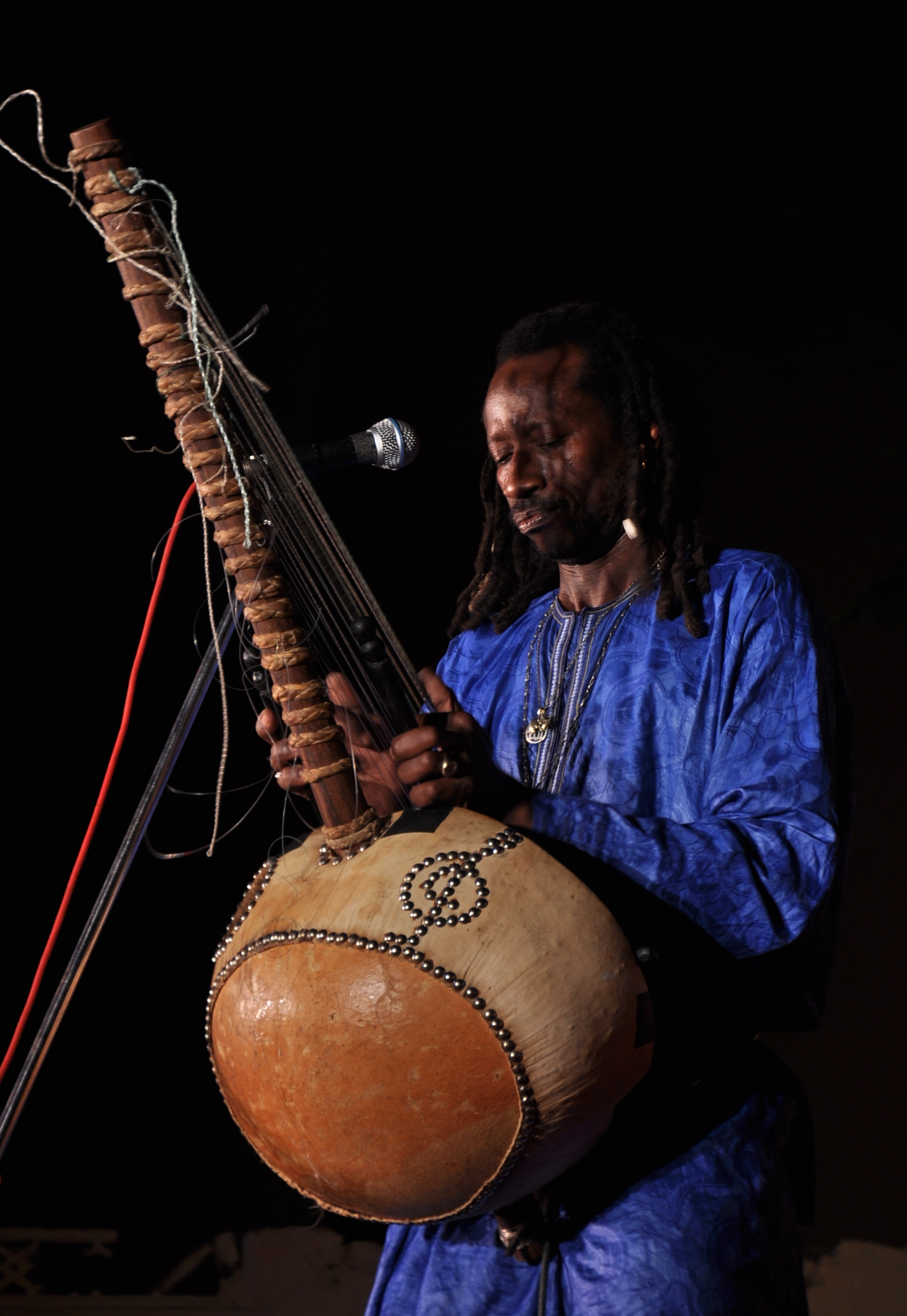
Solo Cissokho, 2012

Ibrahima Solo Cissokho (auch Solo Sissoko; * 26. Mai 1963 in Ziguinchor, Casamance; † 4. Mai 2019 in Oslo) war ein senegalesischer Jazz- und Mbalaxmusiker. Er spielte Kora und Djembé und trat auch als Gitarrist und Bassist auf.

## Leben und Wirken
Cissokho entstammte einer senegalesischen Griotfamilie, der auch Musiker wie Kausu Kouyate und Seckou Keita angehören. Er wurde als Kind in die Griot-Tradition der Familie eingeführt und erlernte siebenjährig das Koraspiel.
Er lebte in Frankreich und in England, wo die Cissokho-Familie mit der Band Jalikunda vertreten war, mit der er u. a. beim Glastonbury Festival auftrat und das Album Lindiane (2003) aufnahm. Daneben arbeitete er auch mit Musikern wie Touré Kunda und Ali Farka Touré. 1995 siedelte er nach Norwegen über. Dort entstand im Folgejahr in Zusammenarbeit mit Kouame Sereba, Bjørgulv Straume und der Folksängerin Kirsten Bråten Berg das Album Frå Senegal til Setesdal (1997).
Aus einer spontanen Jamsession 1998 mit der Folkmusikerin Ellika Frisell entstand 2002 das Album Tretakt Takissaba, das im Folgejahr den BBC World Music Award in der Kategorie Boundary Crossing erhielt. Mit der eigenen Gruppe Cissokho System (mit Aliou Cissokho, Kossa Diomande und den Norwegern Olav Torget, Tonny Kluften und Harald Skullerud) entstand das vom Mbalax-Stil geprägte Album Kaira (2003). Er trat auch mit dem Miki N’Doye Orchestra auf.  Weiterhin spielte er mit der litauischen Kanklėsspielerin Indrė Jurgelevičiūtė, mit der das Album Solo & Indrė (2015) entstand, sowie mit Ale Möller und mit dem Bluesmusiker Eric Bibb, mit dem er auf Tournee ging und auf dem Album Global Griot zu hören ist.
Cissokho verstarb in Oslo nach langer Krankheit, die ihm in den letzten Jahren bereits seine Auftrittsaktivitäten verunmöglicht hatte.